# Neurotheca
Neurotheca es un género de plantas con flores perteneciente a la familia Gentianaceae.  Comprende 10 especies descritas y de estas, solo 3 aceptadas.

## Taxonomía
El género fue descrito por Salisb. ex Benth. & Hook.f. y publicado en Genera Plantarum ad exemplaria imprimis in herbariis Kewensibus 2: 812. 1876.

## Especies aceptadas
A continuación se brinda un listado de las especies del género Neurotheca aceptadas hasta marzo de 2014, ordenadas alfabéticamente. Para cada una se indica el nombre binomial seguido del autor, abreviado según las convenciones y usos.
- Neurotheca congolana De Wild. & T.Durand
- Neurotheca corymbosa HUA
- Neurotheca loeselioides (Spruce ex Progel) Baill.